# Meridiano 91 E
O meridiano 91 E é um meridiano que, partindo do Polo Norte, atravessa o Oceano Ártico, Ásia, Oceano Índico, Oceano Antártico, Antártida e chega ao Polo Sul. Forma um círculo máximo com o Meridiano 89 W.
Começando no Polo Norte, o meridiano 91º Este tem os seguintes cruzamentos:
| País, território ou mar | Notas                                                                        |
| ----------------------- | ---------------------------------------------------------------------------- |
| Oceano Ártico           |                                                                              |
| Rússia                  | Krai de Krasnoyarsk - Ilha Schmidt, Severnaya Zemlya                         |
| Mar de Kara             | Passa a oeste da Ilha Pioneer, Severnaya Zemlya, Krai de Krasnoyarsk, Rússia |
| Rússia                  | Krai de Krasnoyarsk - Arquipélago Sedov, Severnaya Zemlya                    |
| Mar de Kara             | Passa a leste das Ilhas Kirov, Krai de Krasnoyarsk, Rússia                   |
| Rússia                  | Krai de Krasnoyarsk Cacássia Krai de Krasnoyarsk Tuva                        |
| Mongólia                |                                                                              |
| China                   | Xinjiang                                                                     |
| Mongólia                |                                                                              |
| China                   | Xinjiang - cerca de 16 km                                                    |
| Mongólia                |                                                                              |
| China                   | Xinjiang Qinghai Xinjiang Qinghai Xinjiang Qinghai Tibete                    |
| Butão                   |                                                                              |
| Índia                   | Assam Meghalaya                                                              |
| Bangladesh              | Continente e ilhas no Delta do Ganges                                        |
| Oceano Índico           |                                                                              |
| Oceano Antártico        |                                                                              |
| Antártida               | Território Antártico Australiano, reclamado pela Austrália                   |